# Xanthoparmelia adhaerens
Xanthoparmelia adhaerens är en lavart som först beskrevs av William Nylander och som fick sitt nu gällande namn av Mason Ellsworth Hale. 
Xanthoparmelia adhaerens ingår i släktet Xanthoparmelia och familjen Parmeliaceae. Inga underarter finns listade i Catalogue of Life.